# سفارت مجارستان در واشینگتن
سفارت مجارستان در واشینگتن (به انگلیسی: Embassy of Hungary) یک سفارت در ایالات متحده آمریکا است که در واشینگتن، دی.سی. واقع شده‌است.